# Jan Tilens
Jan Tilens ou Hans Tilens (baptisé le 6 avril 1589 - enterré le 25 juillet 1630) est un peintre flamand qui est principalement connu pour ses paysages avec personnages avec ou sans sujet mythologique.

## Biographie
Jan Tilens est le fils d'un boulanger d'Anvers. La famille Tilens (ou Tielens) était responsable de l'exploitation de la boulangerie de la citadelle d'Anvers. On ne sait pas avec qui il s'est entraîné mais en 1610, l'artiste déclare qu'il a déjà terminé ses études artistiques.

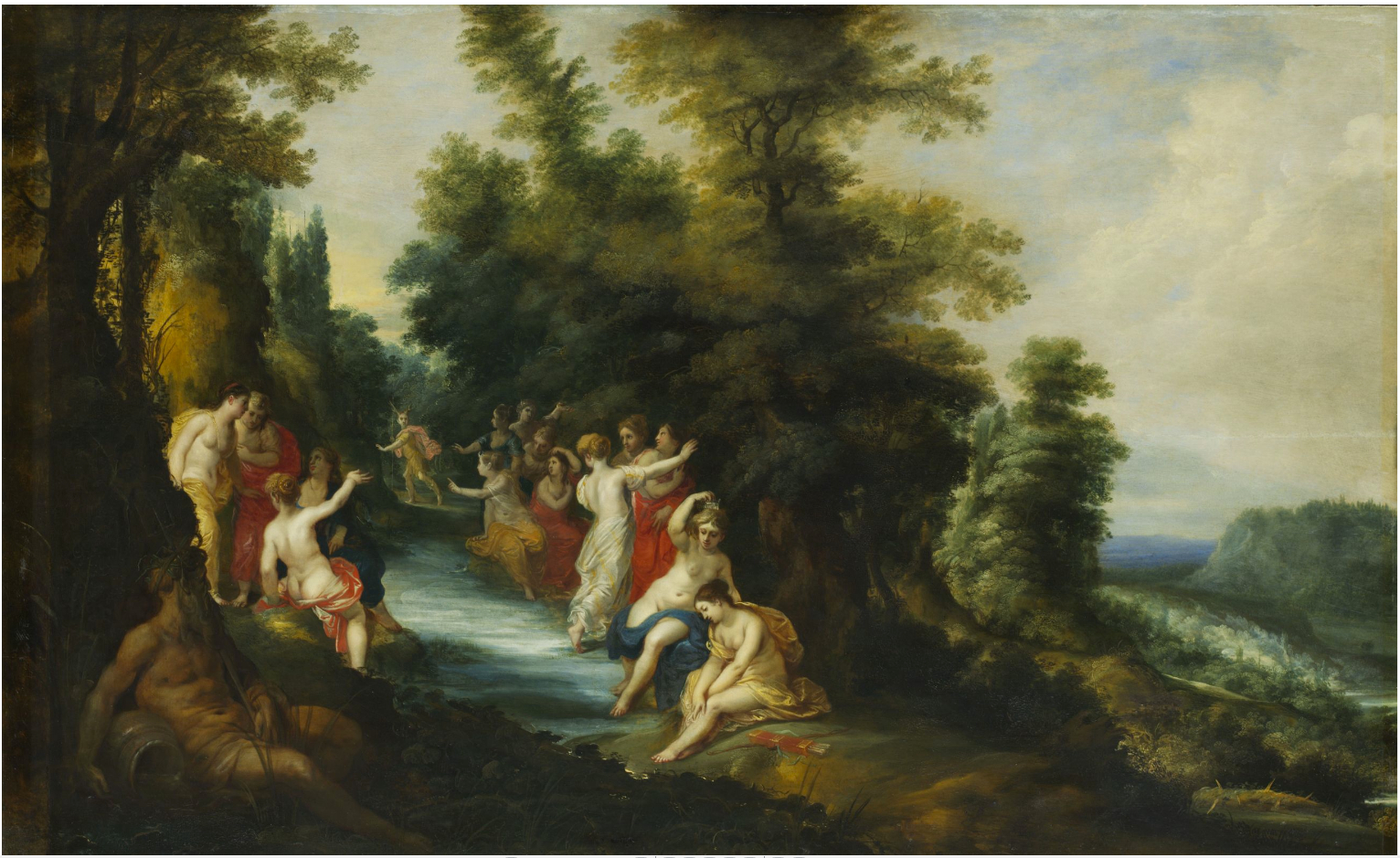
Diane et Actéon, figures par Hendrick van Balen

En 1612 Tilens est admis comme maître dans la guilde de Saint-Luc d'Anvers. Le fichier de son enregistrement à la Guilde montre qu'il réside alors encore à la citadelle d'Anvers.
Le 25 octobre 1614, Jan Tilens épouse Margaretha Geleyns. Le couple a cinq enfants et vit au centre-ville d'Anvers. Jan Tilens demeure dans sa ville natale pendant toute sa carrière. Il est apprécié par ses collègues artistes. Antoine van Dyck loue ses œuvres et fait un portrait de l'artiste. Sa nièce Johanna Tielens est l'épouse du peintre de genre Josse van Craesbeeck.
Jan Tilens rédige son testament en 1629. Il meurt l'année suivante et est enterré le 25 juillet 1630 à Anvers.

## Œuvre

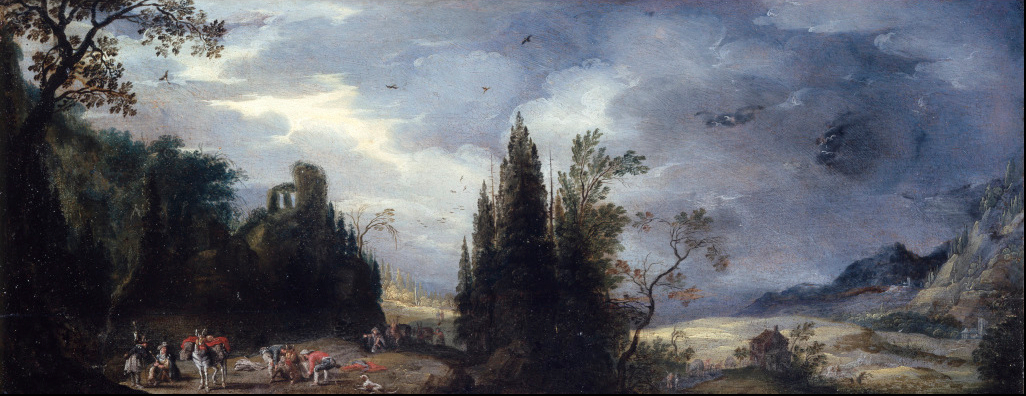
Paysage avec des bûcherons

Jan Tilens était un spécialiste du paysage. Ses œuvres sont typiquement des paysages rocheux avec des personnages représentant des scènes mythologiques ou des voyageurs contemporains. Bien qu'il ne visite jamais l'Italie, il peint des paysages italiens remplis de monuments antiques dans le style du peintre flamand Paul Bril qui travaillait à Rome.
L'artiste collabore souvent avec des artistes anversois de premier plan qui ajoutent les figures dans ses paysages tels que Frans Francken II (par exemple dans le Staatsgalerie Aschaffenburg), Hendrick van Balen et Hans III Jordaens.